# Aleksandr Kabanow (polityk)
Aleksandr Fiodorowicz Kabanow (ros. Александр Фёдорович Кабанов, ur. 1899 we wsi Bałabanowo w guberni moskiewskiej, zm. 11 czerwca 1975 w Moskwie) – radziecki działacz partyjny i państwowy, dyplomata, przewodniczący Rady Komisarzy Ludowych Krymskiej ASRR (1944-1945).

## Życiorys
Od 1924 w RKP(b), 1934 ukończył Akademię Rolniczą im. Timiriazewa, w której pracował do 1937. Później był kierownikiem Wydziału Rolnego Komitetu Obwodowego WKP(b) w Stalingradzie (obecnie Wołgograd). Od listopada 1938 do lutego 1939 II sekretarz Komitetu Obwodowego WKP(b) w Stalingradzie, potem krótko I sekretarz Biura Organizacyjnego KC WKP(b) w obwodzie penzeńskim, a od marca 1939 do czerwca 1942 I sekretarz Komitetu Obwodowego WKP(b) w Penzie. Od 21 marca 1939 do 5 października 1952 członek Centralnej Komisji Rewizyjnej WKP(b). Od czerwca 1942 do maja 1944 zastępca ludowego komisarza sowchozów ZSRR, od maja 1944 do 30 czerwca 1945 przewodniczący Rady Komisarzy Ludowych Krymskiej ASRR, od 30 czerwca 1945 do kwietnia 1946 przewodniczący Komitetu Wykonawczego Krymskiej Rady Obwodowej. Jeden z organizatorów deportacji Tatarów krymskich. Od kwietnia 1946 do 27 lutego 1947 minister upraw technicznych Rosyjskiej FSRR, 1947-1951 zastępca przewodniczącego Związkowej Komisji Kontroli w Niemczech, równocześnie od 10 maja 1948 zastępca kierownika Radzieckiej Administracji Wojskowej w Niemczech ds. obywatelskich. Od marca 1951 szef Zarządu Ochronnych Kołchozowych i Sowchozowych Leśnych Pasm Głównego Zarządu Zalesiania przy Radzie Ministrów ZSRR i zastępca szefa Głównego Zarządu Ochronnego Zalesiania przy Radzie Ministrów ZSRR. Później doradca ambasady ZSRR w Albanii; pracował również na placówkach dyplomatycznych ZSRR w Chinach i Rumunii. Od czerwca 1955 do sierpnia 1956 główny inspektor ministerstwa sowchozów ZSRR ds. nawozów, trujących środków chemicznych i ochrony kultur rolniczych przed szkodnikami i chorobami. Deputowany do Rady Najwyższej ZSRR 1 i 2 kadencji. Delegat na XVIII Zjazd WKP(b) (1939).

## Odznaczenia
- Order Czerwonego Sztandaru Pracy
- Order Wojny Ojczyźnianej I klasy
- Order Czerwonej Gwiazdy
- Order „Znak Honoru”